# Joachim Herrmann (Bankmanager)
Joachim Herrmann (* 1956 in Schwäbisch Hall) ist ein deutscher Bankmanager. Er war von 2010 bis 2022 Verbandsgeschäftsführer des Sparkassenverbandes Baden-Württemberg (SVBW) mit Sitz in Stuttgart.

## Leben
Nach einer schulischen Ausbildung folgte die Lehre zum Bankkaufmann bei der Genossenschaftlichen Zentralbank in Stuttgart. Im Anschluss absolvierte Herrmann das Studium der Volkswirtschaftslehre an der Eberhard Karls Universität Tübingen und war zunächst wissenschaftlicher Assistent an der Juristischen Fakultät der Universität Tübingen. Im Juli 1987 folgte seine Promotion an
der Wirtschaftswissenschaftlichen Fakultät.
Nach der Promotion kam er im Herbst 1987 zur Kreissparkasse Esslingen-Nürtingen. Dort begann er zunächst als Leiter des Vorstandssekretariats und war später zum stellvertretenden Mitglied mit eigenem Geschäftsbereich in den Vorstand berufen worden.
Ab März 1999 war Herrmann Vorstandsvorsitzender der Hohenzollerischen Landesbank Kreissparkasse Sigmaringen und wurde am 1. Mai 2010 zum Geschäftsführer des Sparkassenverbandes Baden-Württemberg ernannt. Dieses Amt hatte er bis 2022 inne.

## Privates
Der in Sigmaringen auf dem Josefsberg wohnende Joachim Herrmann ist verheiratet und Vater zweier erwachsener Söhne. Zudem ist er Mitglied des Rotary Clubs Sigmaringen, sowie des Vereins der Freunde der Erzabtei St. Martin e.V. Bis 2010 war er Schatzmeister des Vereins der Freunde und Förderer der Hochschule Albstadt-Sigmaringen e.V.